# Florjan Lipuš

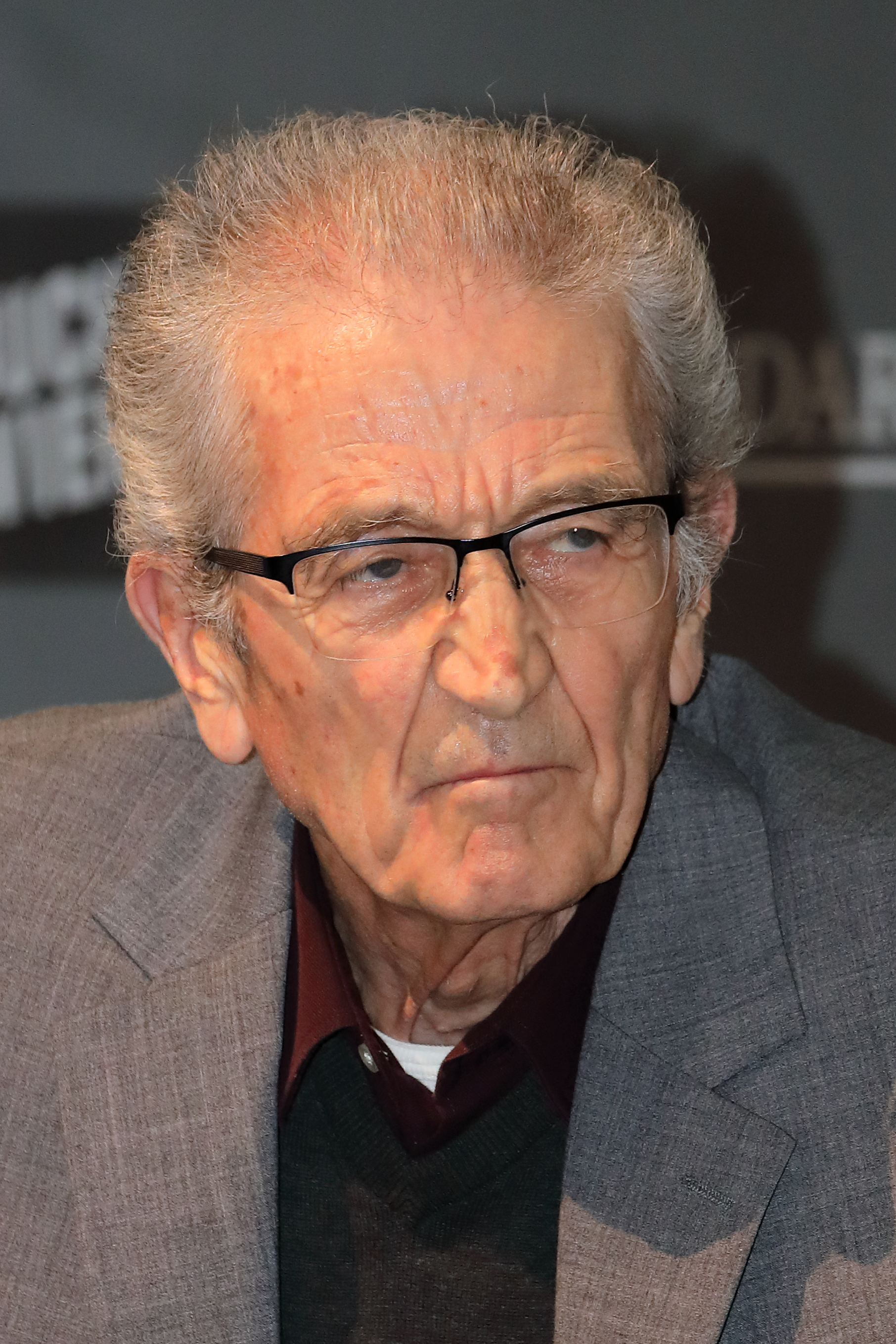
Florjan Lipuš (2018)

Florjan Lipuš, född 4 maj 1937 i Lobnig nära Bad Eisenkappel, är en österrikisk författare, som skriver på slovenska. Han tillhör en slovensk minoritet som numera anses autokton, men som länge var en bortglömd och genom österrikisk politik undertryckt folkgrupp.

## Liv
Florjan Lipuš föddes 1937 som son till två kärntniska slovener i södra delen av den österrikiska delstaten Kärnten (slovenska: Koroška).  Hans far tjänstgjorde under andra världskriget i den för alla österrikiska, och då egentligen tyska, medborgare obligatoriska Wehrmacht. Sex år gammal, år 1943, miste Florjan sin mor. Efter att ha bjudit en grupp gestapofolk förklädda till partisaner på mat häktades hon och deporterades till kz-lägret Ravensbrück, där hon slutligen mördades.
Efter kriget gick Lipuš på ett kyrkligt läroverk i Tanzenberg. Mellan 1958 och 1962 studerade han filosofi och teologi i Klagenfurt, men utan att ta någon examen. Från 1966 och fram till sin pensionering 1999 var han anställd som lärare vid olika grundskolor i Kärnten.
Florian Lipuš är far till tre barn, den österrikiska lyrikern Cvetka Lipuš, musikern Gabriel Lipuš och fotografen Marko Lipuš.

## Litterär verksamhet
| ”                                      | Språket knastrar mellan tänderna, och samtidigt sjunger det. | „ |
| – Peter Handke om Florjan Lipuš prosa. |                                                              |   |

Florjan Lipuš hör tillsammans med Gustav Januš till de viktigaste litterära företrädarna för de kärntniska slovener som skriver sina verk uteslutande på slovenska.
1960 grundade han i Klagenfurt tillsammans med Karel Smolle, en framträdande politiker i delstaten så småningom, och Erik Prunč litteraturtidskriften mladje (ungskog), vars chefredaktör han var fram till 1981. (Mellan 1990 och 2000 var hans dotter Cvetka Lipuš (*1966) medredaktör för samma tidskrift.)
Känd blev Lipuš framför allt genom romanen Zmote dijaka Tjaža, som utkom 1972 i Slovenien och som 1981 uppmärksammades och översattes till tyska av Peter Handke (som för övrigt också kommer från Kärnten, fast ur den tyskspråkiga befolkningen). Handke berömde "ordlekkonsten" liksom "kraften och smärtan“ hos sin kollegas och landsmans texter.
I varje roman står en litterärt distanserad text med sakprosa i centrum för skeendet. Runt denna sakprosa kretsar sedan alltmer reflekterande utkast på tre systematiskt återkommande teman, nämligen Eros, Pathos och Thanatos.
1985 utsågs Lipuš till "korresponderande" ledamot av SAZU (Slovenska akademija znanosti in umetnosti), dvs. Sloveniens vetenskaps- och konstakademi. För romanen Boštjanov let (2003) erhöll han året efter Sloveniens mest betydelsefulla litteraturpris, Prešerenpriset, som instiftades 1947 till minne av den slovenske klassikern France Prešeren.
Lipuš ger delvis också ut under pseudonymen Boro Kostanek. 
På svenska finns ännu inget verk av honom (2011).

## Verk(originaltitlar och översättningar till tyska av romaner)
- Zmote dijaka Tjaža (1972); ty. Der Zögling Tjaž (1981), övers. Peter Handke o. Helga Mračnikar
- Odstranitev moje vasi (1983); ty. Die Beseitigung meines Dorfes (1997), övers. Fabjan Hafner
- Jalov pelin (1985); ty. Die Verweigerung der Wehmut (1989), övers. Fabjan Hafner
- Stesnitev. Neogibni, a sumljivi opravki z zmedo (1995); ty. Verdächtiger Umgang mit dem Chaos (1997), övers. Johann Strutz
- Srčne pege (1991); ty. Herzflecken (1999/2000), övers. Johann Strutz
- Boštjanov let (2003); ty. Boštjans Flug (2005), övers. Johann Strutz
- Prošnji dan (1987); ty. Die Regenprozession und andere Prosa (Wieser Verlag, Klagenfurt 2007, övers. Johann Strutz [2]

## Utmärkelser
- 2003: Prešerenpriset
- 2011: Petrarcapriset [3]

### Fotnoter
1. ↑  ”Vid prisceremonin för Petrarca-Preis 2011.”. Arkiverad från originalet den 18 april 2012. https://web.archive.org/web/20120418132923/http://www.petrarca-preis.de/Preisverleihung/Gipfeltreffen-des-Geistes_mtid_87.html. Läst 22 juli 2011.
2. 1 2  DRAdio Kultur: „Wuchtige Prosa aus dem Gebirge“, 22  januari 2008
3. ↑   Tysk radio om Florjan Lipuš efter tillkännagivandet av Petrarca-Preis